# Duna SK
A Duna SK egy magyar labdarúgócsapat, melynek székhelye Budapest IV. kerületében található. A csapat egy alkalommal szerepelt az NB I-ben még Bőripari Dolgozók SE néven az 1950-es idényben. A csapat jelenleg a BLSZ III.-ban játszik.

## Névváltozások
- 1949–1951 Bőripari Dolgozók Sport Egyesülete
- 1951–1952 IV. ker. Vörös Lobogó SK
- 1952–1957 Vörös Lobogó Duna-cipőgyár
- 1957–? Duna Cipőgyári SK
- 1996– Duna SK

## Híres játékosok
- Cristiano Ronaldo
- Egresi Márk
- Donner Boldizsár

## Híres edzők
- Király Tivadar

## Sikerek
NB I
- Résztvevő: 1950

NB II
- Bajnok: 1949-50
- Budapest Kupa győztes 2005-2006